# Roland Paulsen
Roland Karl Oscar Ericsson Paulsen, född 17 december 1981 i Hägerstens församling i Stockholm, är en svensk sociolog, debattör och författare.

## Biografi
Roland Paulsen är uppvuxen i Tällberg i Dalarna. Han doktorerade vid Uppsala universitet och är docent i sociologi och är (2023) verksam vid vid Företagsekonomiska institutionen på Lunds universitet. Han forskar om individers förhållande till lönearbete, särskilt frågor kring varför lönearbete tar så stort utrymme i människors liv.
Paulsen menar att de människor som har högst inkomst i regel är de som producerar minst. Hans avhandling Empty labor handlar om människor som ägnar mer än hälften av sin arbetstid åt privata aktiviteter, så kallat tomt arbete. Avhandlingen publicerades på Cambridge University Press och fick internationell uppmärksamhet i bland annat The Economist och The Wall Street Journal. Paulsen har även tillsammans med Mats Alvesson skrivit boken Return to Meaning: A Social Science with Something to Say där de argumenterar för att forskningens sociala relevans och mening inte tillräckligt beaktas i samhällsvetenskap.

## Åsikter

### Kritik av arbetssamhället
Paulsen utkom 2010 med sin arbetskritiska bok Arbetssamhället – Hur arbetet överlevde teknologin. Han ville skapa en förändring i synen på arbete i relation till att behovet av arbete har minskat till följd av den tekniska utvecklingen. Paulsen anser att det är slöseri med resurser att människors arbetstimmar inte har minskat i takt med teknikens framsteg. Han framhöll även att arbete är i färd med att förlora sin värdeskapande funktion. Arbete tillmäts istället religiös funktion och fungerar som en fördelningsmekanism. Paulsens syfte är att diskutera arbetets mening och har föreslagit garanterad basinkomst som ett alternativt sätt att fördela välstånd i samhället. Enligt honom är det absurt att politiker prioriterar att skapa arbetstillfällen och att frågan om arbetstidsförkortning har sopats undan helt.

### Kritik av Hans Rosling
Som skribent har Paulsen kritiserat Hans Roslings i hans tycke idealiserade bild av hur allt blir bättre och bättre hela tiden. Paulsen fick här medhåll av Rasmus Fleischer som menade på att Roslings "sätt [...] att mäta påstådda framsteg inom vetenskap, kultur och demokrati är rent skrattretande". I fråga om Roslings bok Factfulness slogs Fleischer av "häpnad över hur någon kan ta boken på allvar."